# ヴェスナ・ピサロヴィッチ
ヴェスナ・ピサロヴィッチ（クロアチア語:Vesna Pisarović、1978年4月9日 - ）は、クロアチア人の歌手である。ユーゴスラビア社会主義連邦共和国のボスニア・ヘルツェゴビナ・ブルチコに生まれ、同じくユーゴスラビア連邦のクロアチア・ポジェガ（Požega）で14歳までを過ごした。子供の頃から音楽学校に通い、フルートや合唱を学び、多数の音楽祭に参加してきた。
1990年代半ばに、独立国となったクロアチア共和国のザグレブに移り、同地で音楽の道を続けた。やがてクラブで歌い、また自ら作詞するようになった。1997年にクロアチアの音楽祭ザダルフェスト（Zadarfest）に参加し、ミラナ・ヴラオヴィッチ（Milana Vlaović）に出会う。彼女はピサロヴィッチのために作詞するようになった。
2002年、ユーロビジョン・ソング・コンテストのクロアチア代表を決めるDora音楽祭に参加し、優勝を収める。ユーロビジョン・ソング・コンテスト2002本大会では、「Everything I Want」を歌って11位となった。また、ユーロビジョン・ソング・コンテスト2004でボスニア・ヘルツェゴビナ代表のディーンが歌った「In the Disco」を書いている。

## ディスコグラフィー
- 2000年 Da znaš
- 2001年 Za tebe stvorena
- 2002年 Kao da je vrijeme
- 2003年 Best of
- 2003年 Pjesma mi je sve
- 2005年 V. (Peti)